# První vláda Wilhelma Marxe
První vláda Wilhelma Marxe byla vláda Německé říše v období Výmarské republiky působící od 30. listopadu 1923 do 26. května 1924.
Vláda měla 12 (později 11) členů a tvořila ji koalice Centra, Německé demokratické strany (DDP) a Německé lidové strany (DVP). Bavorská lidová strana (BVP) poslala svého zástupce do vlády jako nestraníka. Ve vládě figurovali ještě další dva nestraníci a jeden státní sekretář. Jednalo se o menšinový kabinet (celkem 189 křesel v 459 členném směnu), který se opíral o toleranci sociálních demokratů. Celá doba vlády (tj. 178 dní) se odehrála při platnosti zmocňovacího zákona, který dával vládě výjimečné pravomoci k boji s ekonomickou krizí a politickou nestabilitou.

## Předcházející události

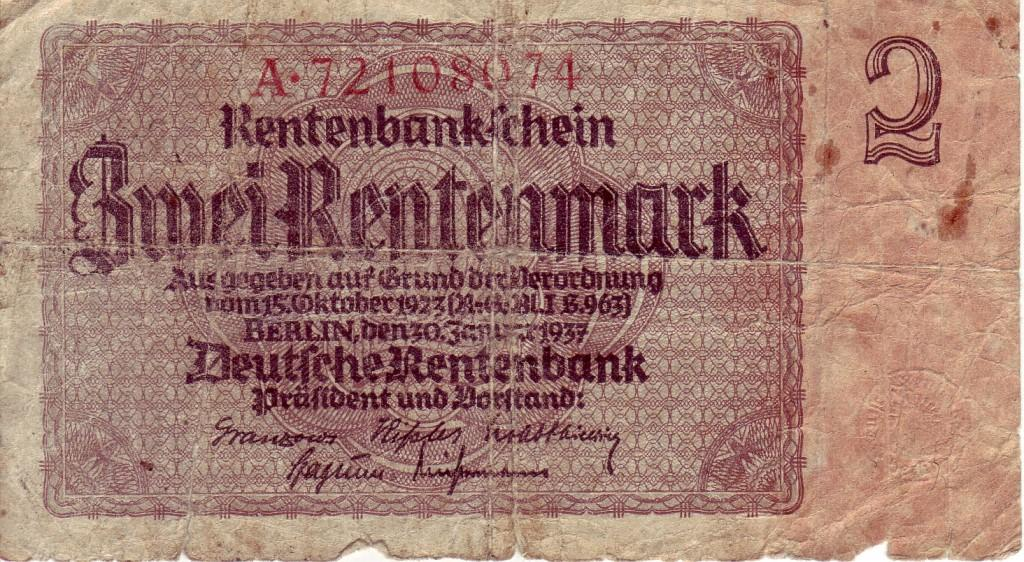
Nové německé platidlo Rentová marka

Zmocňovací zákon schválil předchozí kabinet 13. října 1923 a hned začal s nutnými ekonomickými reformami. Neutuchající krize začala ohrožovat samotnou celistvost Německa. V okupovaném Porýní podporovala francouzská správa místní separatistické tendence, v Bavorsku vznikl krajně pravicový režim a v Sasku a Durynsku se komunisti pokusili vyvolat revoluci. Levicové povstání se podařilo zadusit ještě před jeho vypuknutím, sociální demokraté ale na protest proti násilnému postupu opustili vládu, která byla nucena podat 23. října demisi.

## Sestavování vlády
Ačkoliv si probíhající ekonomické a politické potíže žádaly rychlou reakci směnu a sestavení silné vlády, opak byl pravdou. Obnova velké koalice (sociální demokraté, lidovci, němečtí demokraté, Centrum) se ukázala nereálnou. Další možností bylo vytvoření středo-pravé koalice liberálů z DVP, DDP, katolíků z Centra a nacionalistů z DNVP. Lidovci tuto možnost přivítali, ale jejich koaliční partneři (DDP a Z) se k možnosti vládnout s nacionalisty stavěli velmi rezervovaně. Nakonec byl dán první mandát k sestavení vlády lidovci Kardorffovi, který ale byl nacionalisty odmítnut. Další návrh ke svěření sestavení vlády od DNVP byl nepřijatelný pro prezidenta Eberta. Ten navrhl vznik nestranické vlády a pověřil diplomata Alberta jejím sestavením. Pokus byl ale vetován politickými stranami. Další možnost byla dána Adamu Stegerwaldovi z Centra. Stegerwald dokázal vyjednat spolupráci s nacionalisty na vládní úrovni. Celý pokus ale ztroskotal na požadavku DNVP na začlenění nacionalistického ministra i do zemské vlády Pruska. Wilhelm Marx z Centra dostal šanci sestavit vládu 29. listopadu 1923. Podařilo se mu vytvořit koalici Centra, DVP a DDP, do které poslala svého zástupce jako nestraníka i BVP.

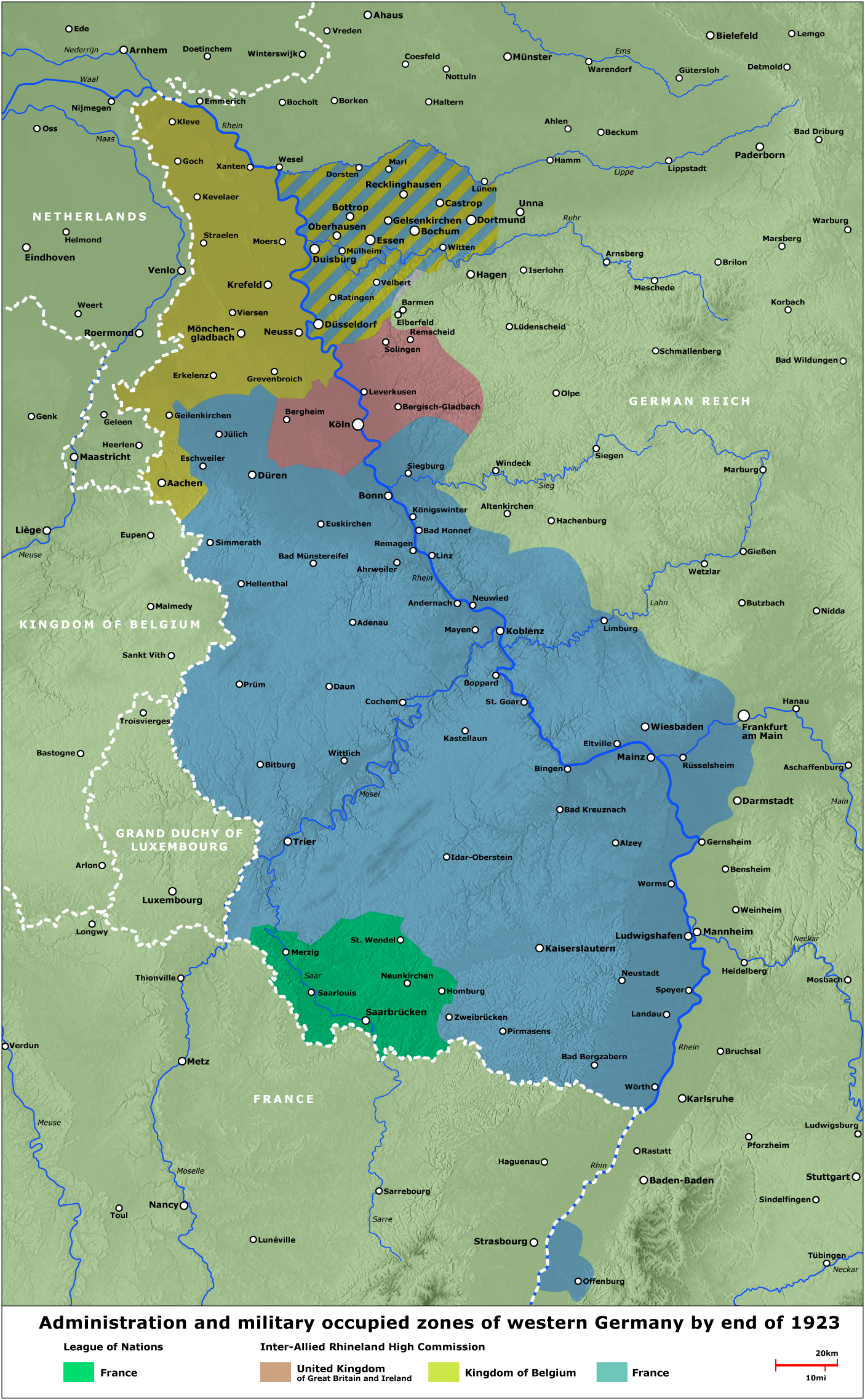
Mapa okupovaného Porýní a Porúří

Samotný kabinet nedoznal téměř žádných změn. Gustav Stresemann byl opět ministrem zahraničí, jeho stranický kolega Jarres ministrem vnitra. Hans Luther, architekt ekonomických reforem, nadále vedl ministerstvo financí a Otto Gessler (ministerstvo obrany) s Heinrichem Braunsem (ministerstvo práce) byli na svých ministerstvech již od roku 1920. Novým ministrem pro okupovaná území se stal Anton Höfle, jež ale v předchozí vládě zastával funkci ministra pošt, kterou si v nové vládě podržel. Jedinými nováčky ve vládě byli Eduard Hamm, bývalý ministerský předseda Bavorska, na pozici ministra hospodářství a Erich Emminger nominovaný Bavorskou lidovou stranu na pozici ministra spravedlnosti. Obě nové tváře se daly vytušit, že se vláda pokusí najít cestu k dialogu s rebelující bavorskou zemskou vládou.

## Politika vlády
Vláda kancléře Marxe pokračovala v hospodářských reformách připravených vládou kancléře Stressemanna. Došlo na propuštění čtvrtiny státních úředníků a zvýšení daní. Pomocí nepopulárních reforem se podařilo stabilizovat marku a dostat německé hospodářství z nejhoršího. Následně přišla na řadu integrita Německa. Marx se potají setkal s bavorským ministerským prezidentem Knillingem a jednali ohledně krajně pravicové zemské vládě, kterou s diktátorskými pravomocemi vedli Gustav von Kahr a Otto von Lossow. Prezident souhlasil se sesazením obou pravicových prominentů a rozpuštění tzv. lidových soudů (německy: Volksgerichte). Na oplátku Marx slíbil, že jmenování a odvolání velitelů německé armády v Bavorsku bude vždy se souhlasem místní vlády. V okupovaném Porýní se podařilo zmírnit tíživou hospodářskou situaci pomocí dotací, které pomohly opět nastartovat průmysl. Postupně začalo docházet ke snižování nezaměstnanosti a růstu výroby. Po dotáhnutí ekonomických reforem se stalo uhájení národní integrity (německy: Einheit der Nation) druhým významným úspěchem vlády.
Dne 15. února 1924 vypršela platnost zmocňovacího zákona a politické strany nejevily ochotu na jeho prodloužení. Při prvním zasedání směnu 20. února se opozice pokusila o zrušení vládních opatření ohledně daní, pracovních hodin a veřejných prací. Vláda viděla opatření jako základní kámen ochrany křehké ekonomiky a kancléř Marx požádal o rozpuštění směnu a vyhlášení voleb.

## Konec vlády
Federální volby z května 1924 přinesly porážku umírněným stranám a výrazné posílení extrémistů. Nacionalisté z DNVP spojení s Agrárním svazem (německy: Landbund) se stali nejsilnější formací ve sněmu a požadovali vstup do vlády. Na druhé straně politického spektra se dařilo komunistů, kteří získali 58 křesel. Němečtí demokraté a lidovci počítali výrazné ztráty. Vláda zůstala v úřadu, dokud by nebyl sestaven nový kabinet. Pro schválení tzv. Dawesova plánu, který výrazně upravoval placení reparací a sliboval z americké a britské strany úvěry a investice do německého průmyslu, byla potřeba většina ve sněmu. Nacionalisté odmítli Dawesův plán přijmout a na pozici kancléře navrhli velkoadmirála Tirpitze, který byl pro většinu stran velice kontroverzní osobou. Vláda nakonec podala demisi 26. května a Marx po neúspěšných jednáních s nacionalisty obnovil svoji menšinovou koaliční vládu Centra, lidovců a německých demokratů (více: Druhá vláda Wilhelma Marxe).

## Seznam členů vlády

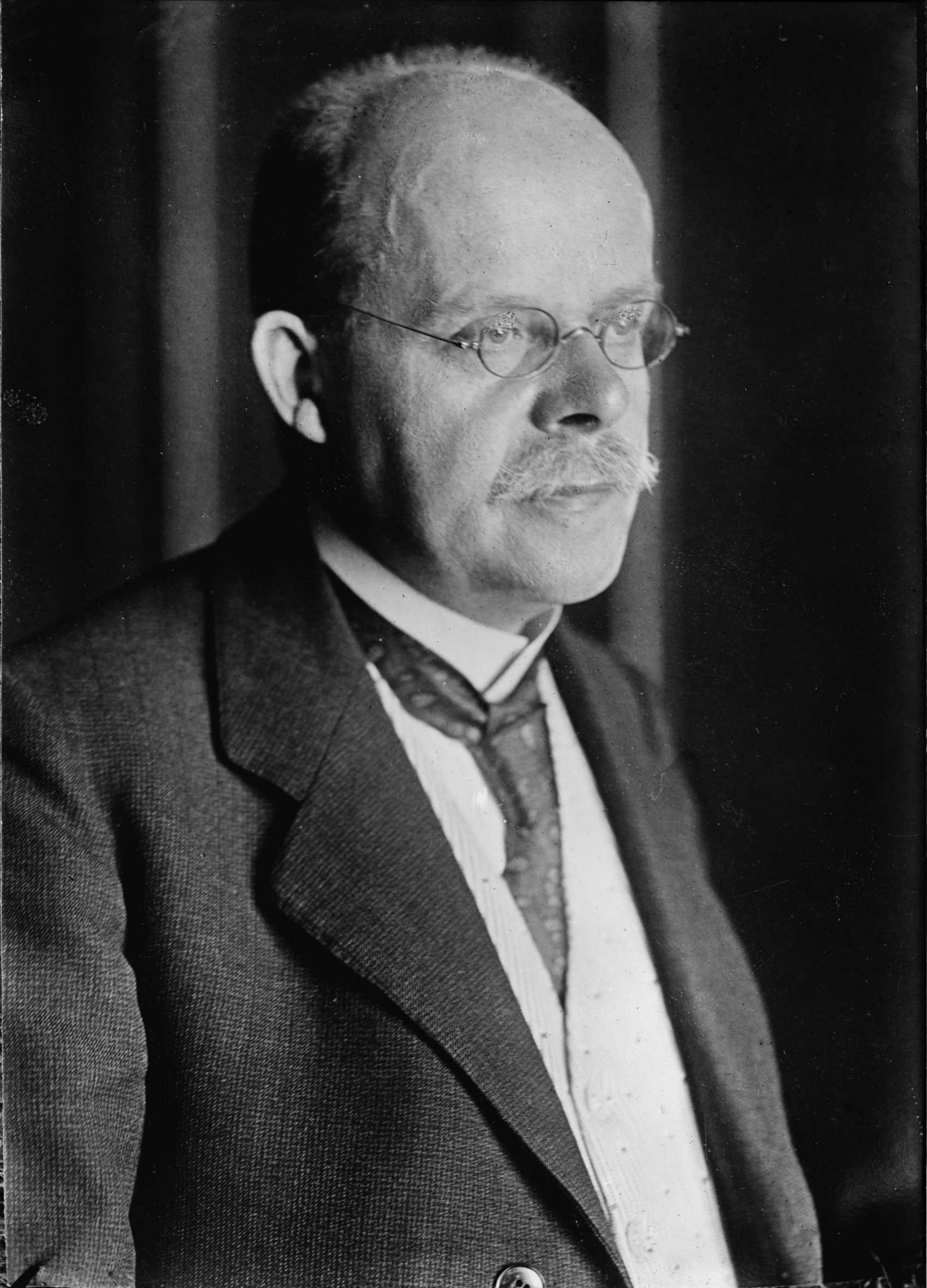
kancléř Wilhelm Marx

| Portfej              | Ministr                                        | Strana | Strana      | Nástup do úřadu    | Odchod z úřadu  |
| -------------------- | ---------------------------------------------- | ------ | ----------- | ------------------ | --------------- |
| říšský kancléř       | Wilhelm Marx                                   |        | Centrum     | 30. listopadu 1923 | 26. května 1924 |
| vicekancléř          | Karl Jarres                                    |        | DVP         | 30. listopadu 1923 | 26. května 1924 |
| vnitro               | Karl Jarres                                    |        | DVP         | 30. listopadu 1923 | 26. května 1924 |
| zahraničí            | Gustav Stresemann                              |        | DVP         | 30. listopadu 1923 | 26. května 1924 |
| finance              | Hans Luther                                    |        | bezpartijní | 30. listopadu 1923 | 26. května 1924 |
| hospodářství         | Eduard Hamm                                    |        | DDP         | 30. listopadu 1923 | 26. května 1924 |
| práce                | Heinrich Brauns                                |        | Centrum     | 30. listopadu 1923 | 26. května 1924 |
| ozbrojené síly       | Otto Geßler                                    |        | DDP         | 30. listopadu 1923 | 26. května 1924 |
| justice              | Erich Emminger                                 |        | BVP         | 30. listopadu 1923 | 16. dubna 1924  |
| výživa a zemědělství | Gerhard von Kanitz                             |        | bezpartijní | 30. listopadu 1923 | 26. května 1924 |
| znovuobnova          | Gustav Müller státní sekretář, pověřen řízením |        | -           | 30. listopadu 1923 | 11. května 1924 |
| okupované oblasti    | Anton Höfle pověřen řízením                    |        | Centrum     | 30. listopadu 1923 | 26. května 1924 |
| pošty                | Anton Höfle                                    |        | Centrum     | 30. listopadu 1923 | 26. května 1924 |
| doprava              | Rudolf Oeser                                   |        | DDP         | 30. listopadu 1923 | 26. května 1924 |